# Bongo (etnia)
El pueblo bongo, también llamado babongo o bazimba está conformado por muchos asentamientos aislados y dispersos en Gabón y parte de la República del Congo. Por lo general se consideran pigmeos, sin embargo, su estatura no es tan baja como aquellos. Hablan lenguas bantúes. A pesar de la cercanía geográfica con los pueblos pigmeos binga, no tienen con ellos una relación genéticamente próxima.
A los bongo se les llamó "gente de la selva" y han sido tradicionalmente cazadores-recolectores nómadas; pero a partir de mediados del siglo XX se han ido asentando debido a la agricultura de subsistencia.
El pueblo bongo conforma la matriz originaria de la religión bwiti, la cual se difundió luego por todo Gabón y se basa en el consumo de la planta iboga, la cual tiene efectos estimulantes y alucinógenos.

## Lenguas
Hablan diversas lenguas relacionadas culturalmente con sus vecinos bantúes y son los siguientes idiomas o dialectos:
- babongo-tsogo: relacionado con las lenguas tsogo.
- babongo-nzebi: relacionado con las lenguas nzebi.
- babongo-iyaa: relacionado con el west teke (también parte de las lenguas nzebi).
- babongo-rimba: relacionado con el punu, una lengua sira.
- babongo-gama: relacionado con el lumbu, una lengua sira.
- babongo-akoa: relacionado con el idioma myene.
- babongo-kaningui: relacionado con el kaningui, una lengua mbete.